# Союз методистской и вальденской церквей
Союз методистской и вальденской церквей (итал. Unione delle Chiese Metodiste e Valdesi) — итальянская объединённая христианская протестантская религиозная организация.

## История
Союз был основан в 1975 году в результате объединения Вальденской евангелической церкви (кальвинистской церкви с дореформационными корнями) и Методистской евангелической церкви в Италии.

## Статистика
Союз насчитывает 50 000 членов. Среди них 45 000 вальденсов, из которых 30 000 в Италии и около 15 000 разделены между Аргентиной и Уругваем, а также 5 000 итальянских методистов.

## Внешние сношения
Союз является одним из основателей Федерации евангелических церквей Италии, экуменической организации, представляющей итальянские исторические протестантские конфессии. Союз является членом как Всемирного сообщества реформатских церквей (как Вальденская евангелическая церковь), так и Всемирного методистского совета. (как методистская евангелическая церковь).

## Отношение к ЛГБТ
В 2010 году деноминация проголосовала за благословение браков однополых пар.

## Внешние ссылки
- chiesavaldese.org — официальный сайт Союз методистской и вальденской церквей  (итал.)